# سامسونج جالكسي إكسبريس
سامسونج جالكسي إكسبريس (بالإنجليزية: Samsung Galaxy Express)‏ هو هاتف ذكي من إلكترونيات سامسونج ضمن سلسلة سامسونج جالاكسي يعمل بنظام أندرويد، تم طرحه في الأسواق في مارس 2013.

## الخصائص
- نظام التشغيل: أندرويد
- الشاشة: 800×480
- المعالج: 1.2 جيجا هرتز ثنائي النواة
- الذاكرة: 1 جيجابايت
- التخزين: 8 جيجابايت